# Maud Lewis
Maud Lewis (South Ohio (Nova Scotia), 7 maart 1903 – Digby (Nova Scotia), 30 juli 1970) was een Canadees volkskunstenares en een van de bekendste volkskunstenaressen van haar land.

## Biografie

### Vroegere jaren
Lewis werd als Maud Dowley (vermoedelijk) op 7 maart 1903 geboren in South Ohio, Nova Scotia, als dochter van John en Agnes (Germain) Dowley. Zij leed van jongs af aan reumatoïde artritis waardoor ze beperkt was in haar dagelijks leven. In 1935 stierf haar vader en in 1937 volgde haar moeder en zoals destijds typisch was, erfde haar broer het familiehuis. Na een korte tijd samengewoond te hebben met haar broer, verhuisde ze naar Digby, Nova Scotia om bij haar tante te wonen. Dowley werd geïntroduceerd in de kunst door haar moeder, die haar opdracht gaf om kerstkaarten in waterverf te maken om te verkopen. Zij begon zo haar artistieke carrière door handgetekende en geschilderde kerstkaarten te verkopen.

### Huwelijk
Dowley trouwde op 16 januari 1938 met Everett Lewis, een visboer, en verhuisde naar Marshalltown (Nova Scotia). Volgens Everett verscheen Maud onverwachts op zijn deurstoep in reactie op de advertentie die hij in de lokale winkels had geplaatst voor een inwonend huishoudster voor een veertigjarige vrijgezel. Enkele weken later waren ze getrouwd. Ze verhuisde naar Everett's eenkamerwoning in Marshalltown, een paar kilometer ten westen van Digby. Het fungeerde als Maud's studio, waar Everett het huishoudelijke werk deed. Lewis leefde het grootste deel van haar leven in armoede met haar man in deze piepkleine woning zonder elektriciteit of stromend water. Het huis is nu heropgebouwd in de Art Gallery of Nova Scotia in Halifax.
Maud Lewis begeleidde haar man op zijn dagelijkse ronde als visverkoper met kerstkaarten die ze had getekend. Zij verkocht de kaarten voor vijfentwintig cent per stuk. Deze kaarten bleken populair bij de klanten van haar man, tijdens zijn deur aan deur verkoop en hij moedigde haar aan om te schilderen. Ze begon te schilderen op diverse andere oppervlakken zoals houtvezelplaten (beaverboards), koekjesdozen en hardboard. Lewis was een productieve kunstenaar en beschilderde min of meer elke beschikbare oppervlakte in hun kleine huis, muren, deuren, broodbakken, de trap en zelfs de kachel. Ze bedekte het simpele behang volledig met dunne stengels, bladeren en bloesems. Everett moedigde Lewis aan om te schilderen en kocht haar haar eerste set olieverf.

### Schilderijen
Maud Lewis gebruikte heldere kleuren in haar schilderijen en de onderwerpen waren vaak bloemen, ossenteams, paarden, vogels, herten of katten. Veel van haar schilderijen zijn van buitenscènes, zoals de boten van de Kaapse eilanden op het water, paarden die een slee trekken, schaatsers, portretten van honden, katten, herten, vogels en koeien. Haar schilderijen werden geïnspireerd door  herinneringen uit haar kindertijd van het landschap en de mensen rond Yarmouth en South Ohio, en andere locaties in Digby zoals Point Prim en Bayview. Kerstkaarten en kalenders hebben ook een grote invloed op haar stijl uitgeoefend. De meeste van haar schilderijen zijn vrij klein - vaak niet groter dan acht bij tien centimeter, hoewel het bekend is dat ze minstens vijf schilderijen heeft gemaakt van 60 bij 90 cm. De grootte van de schilderwerken was beperkt door de mate waarin ze haar armen kon verplaatsen. Ze gebruikte meestal wallboard en verftubes van Tinsol, een verf op basis van olie. De techniek van Lewis bestond er in om eerst het bord met wit te bedekken, vervolgens een omtrek te tekenen en daarna verf direct uit de tube aan te brengen. Ze mengde nooit haar kleuren.
Vroegere schilderijen van Maud Lewis uit de jaren veertig zijn vrij zeldzaam. Een grote verzameling werk van Lewis is te vinden in de Art Gallery of Nova Scotia (AGNS), in totaal 55 stuks. De AGNS toont af en toe een aantal van de Chaplin/Wennerstrom-luiken (nu onderdeel van de Clearwater Fine Foods Inc.-collectie). Deze collectie bestaat uit tweeëntwintig vensterluiken die Lewis in de vroege jaren veertig schilderde. Het werk werd gedaan in opdracht van enkele Amerikanen die een zomerhuisje aan de South Shore bezaten. De meeste luiken zijn vrij groot, circa 150 x 46 cm. Lewis werd 70 cent per luik betaald.
Tussen 1945 en 1950 begonnen mensen bij het huis van Lewis in Marshalltown te stoppen langs Highway no.1, de belangrijkste snelweg en toeristische route in westelijk Nova Scotia, en kochten haar schilderijen voor twee of drie dollar. Pas in de laatste drie of vier jaar van haar leven begon ze haar schilderijen voor zeven tot tien dollar te verkopen. Ze behaalde de nationale aandacht als gevolg van een artikel in het magazine Star Weekly in Toronto in 1964 en in 1965 werd een documentaire over haar vertoond in het televisieprogramma Telescope van CBC-TV. Twee van Lewis' schilderijen werden door het Witte Huis in de jaren 1970 tijdens het voorzitterschap van Richard Nixon besteld. Helaas kon ze door haar artritis veel van de bestellingen die voortvloeiden uit de nationale aandacht niet voltooien. Begin jaren 2000 werden haar schilderijen op veilingen verkocht voor steeds hogere prijzen. Twee van haar schilderijen werden voor meer dan 16.000 dollar verkocht. A Family Outing werd voor 22.200 dollar verkocht op een veiling van Bonham in Toronto op 30 november 2009. Een ander schilderij, A View of Sandy Cove, werd verkocht in 2012 voor 20.400 dollar. In 2016 werd het schilderij Portrait of Eddie Barnes and Ed Murphy, Lobster Fishermen ontdekt in een kringloopwinkel in Ontario en verkocht per opbod voor bijna drie keer de geschatte prijs. De onlineveiling eindigde op 19 mei 2017 en het schilderij, dat werd geschat op 16.000 dollar, werd verkocht voor 45.000 dollar. Dezelfde maand werd haar werk Three Black Cats verkocht voor 36.800 US$ op de Consignor Canadian Fine Art herfstveiling in het Gardiner Museum in Toronto.

### Maud Lewis House

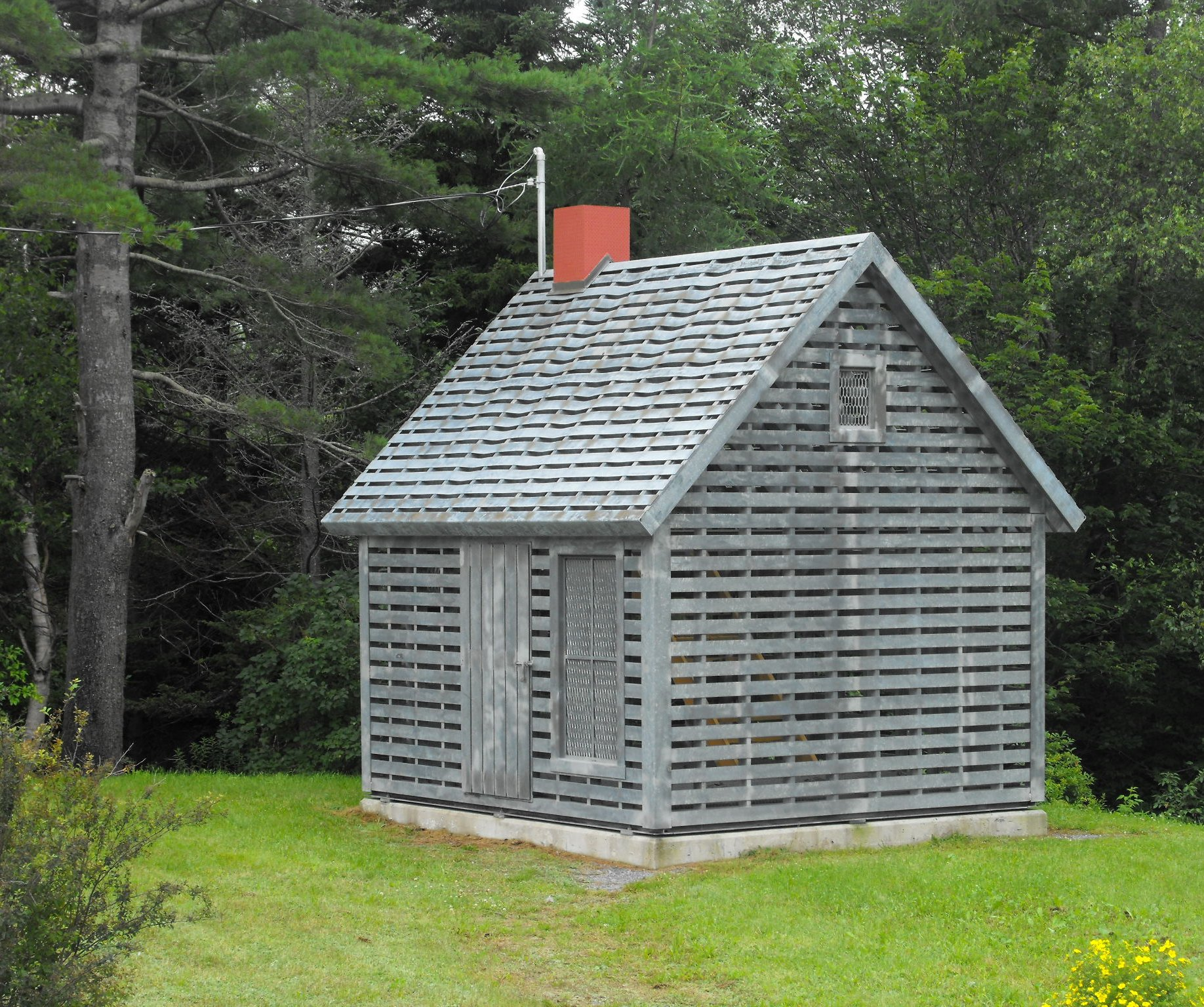
Maud Lewis Memorial, Marshalltown

In het laatste jaar van haar leven verbleef Maud Lewis in een hoek van haar huis, schilderend zo vaak ze kon, terwijl zij heen en weer naar het ziekenhuis gevoerd werd. Zij overleed op 30 juli 1970 in Digby. Haar man Everett overleed in 1979. Na hun overlijden begon het geschilderde huis te verkommeren. Als reactie hierop startte een groep betrokken burgers uit de Digby-zone de Maud Lewis Painted House Society met als enige doel was om dit kunstwerk te redden. In 1984 werd het huis verkocht aan de provincie Nova Scotia en overgedragen aan de zorg van de kunstgalerie van Nova Scotia (AGNS) in Halifax. De AGNS herstelde het huis en installeerde het in de galerij als onderdeel van een permanente tentoonstelling over Maud Lewis.
Op de plaats van haar oorspronkelijke huis in Marshalltown, Nova Scotia, werd een monumentale sculptuur op basis van haar huis opgericht, ontworpen door architect Brian MacKay-Lyons. Een replica van het Maud Lewis House, compleet met interieur, werd in 1999 gebouwd door de gepensioneerde visser Murray Ross, een paar kilometer ten noorden van Marshalltown op de weg naar Digby Neck in Seabrook.

## Boeken en films
Maud Lewis is het onderwerp van een boek van Lance Woolaver, The Illuminated Life of Maud Lewis en drie documentaires van de National Film Board of Canada, Maud Lewis - A World Without Shadows (1976), The Illuminated Life of Maud Lewis (1998) en I Can Make Art ... Like Maud Lewis (2005), een korte film waarin een groep zesdegraadsstudenten geïnspireerd worden door Lewis 'werk om hun eigen volkskunst te creëren.
In 2009 presenteerde de Kunstgalerie van Nova Scotia in samenwerking met Greg Thompson Productions een nieuw Maud Lewis-toneelstuk op het podium van het AGNS. A Happy Heart: The Maud Lewis Story werd geschreven en geproduceerd door Greg Thompson.
Scenarioschrijver Sherry White schreef een script voor een film over Lewis, getiteld Maudie die in september 2016 in première ging op het Filmfestival van Telluride. De film werd geregisseerd door Aisling Walsh en de hoofdrollen werden gespeeld door Sally Hawkins als Maud en Ethan Hawke als Everett Lewis.

## Galerij

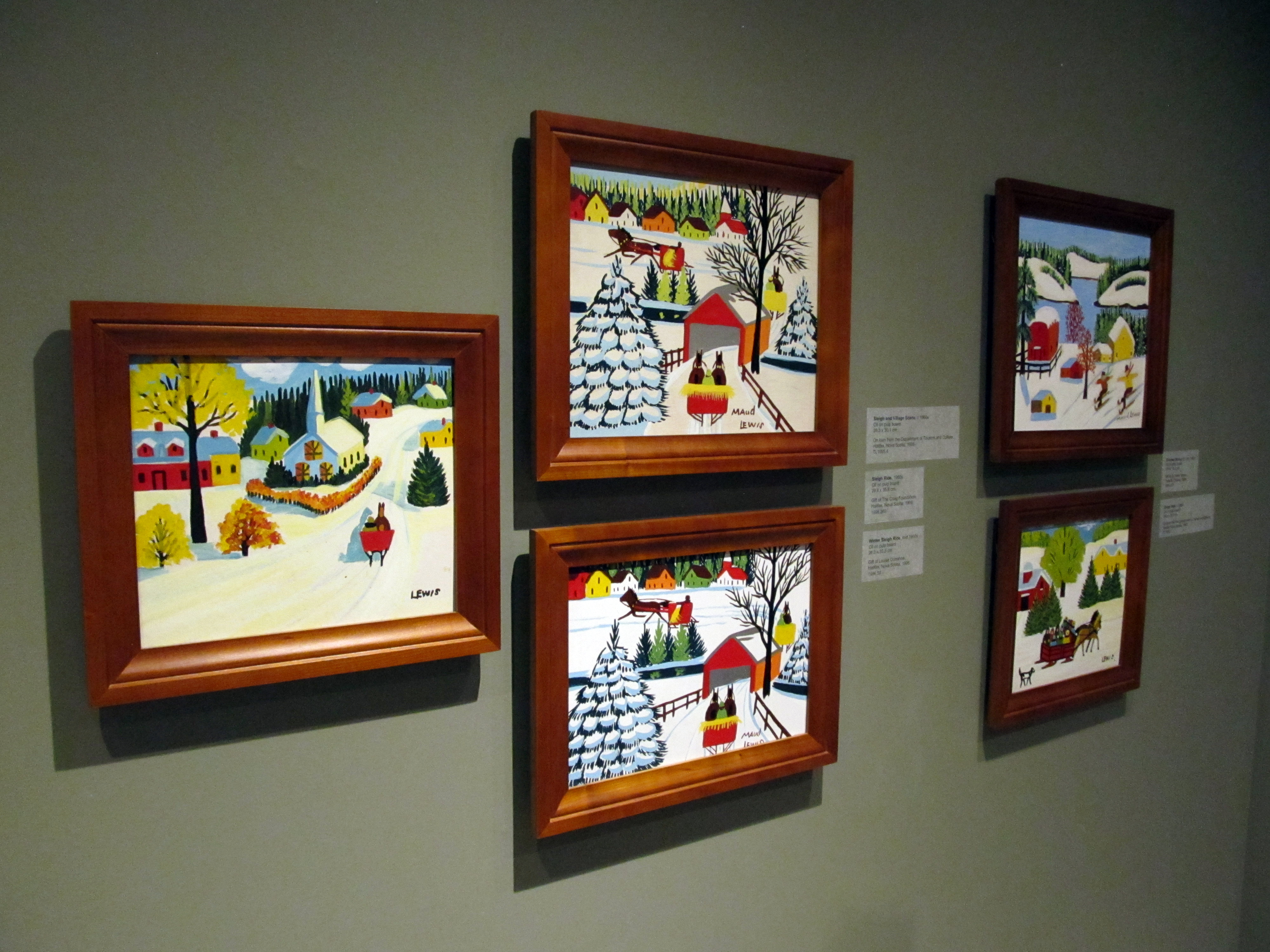
Een aantal van haar werken
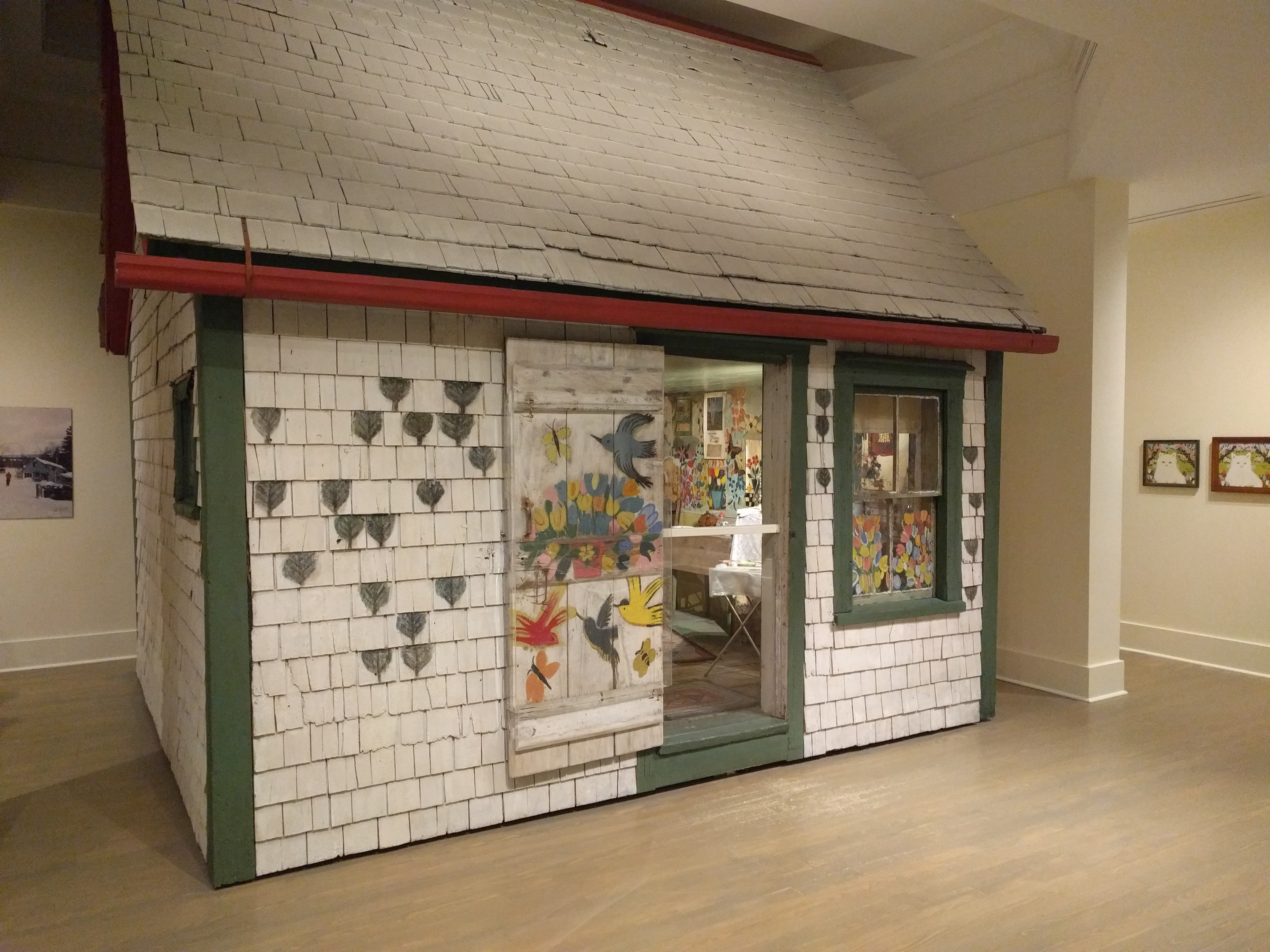
Het Maud Lewis House
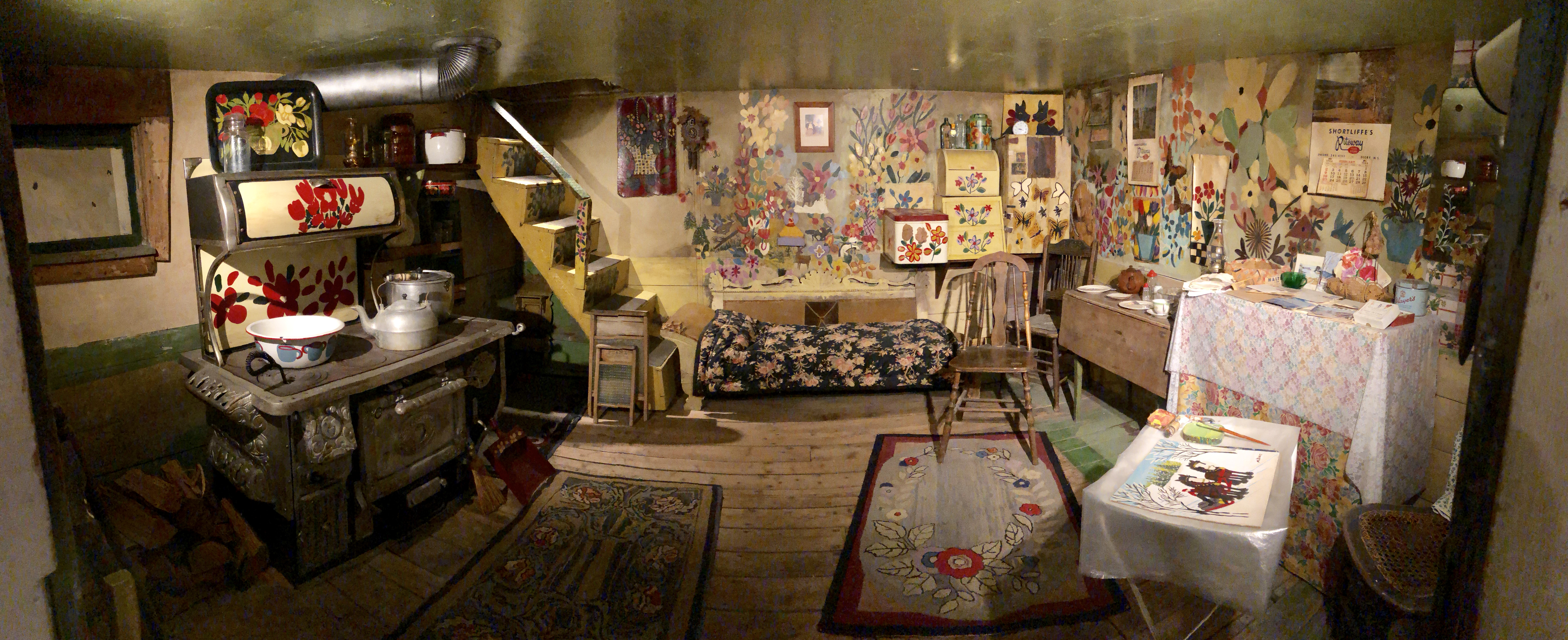
Interieur